# Lingua macedone antica
Il macedone antico  è la lingua estinta degli antichi Macedoni. Era parlata soprattutto nelle regioni interne della Macedonia, lontano dalla costa, durante il I millennio a.C., resistendo fino ai primi secoli d.C. Questa lingua non è ben conosciuta, non si sa se si tratti di una lingua indoeuropea non facente parte di alcuna sottofamiglia, come il greco, o se fosse invece affine a quest'ultimo.
La conoscenza di questa lingua è molto limitata perché non è sopravvissuto alcun testo che sia indiscutibilmente scritto in antico macedone, tuttavia un certo numero di parole sono state riscostruite a partire dalle fonti antiche, le monete e il lessico di Esichio di Alessandria, risalente al V secolo, che ammonta a circa 700 parole e nomi propri. Molte di queste sono riconducibili al greco antico, ma alcune non sono facilmente conciliabili con la fonologia greca classica.
Il katadesmos di Pella, un testo greco dorico trovato a Pella nel 1986, datato fra il IV e il III secolo a.C., è stato portato come prova del fatto che la popolazione macedone parlasse il dialetto dorico a quel tempo. Altri, invece, ribattono che il dorico potesse essere stata una seconda lingua o un secondo dialetto parlato in Macedonia.

## Proprietà
Si può dire ben poco sulla natura della lingua da quel poco che si è salvato. Una notevole legge fonetica è che le aspirate sonore PIE diventano occlusive sonore, scritte β, γ, δ in contrasto con tutti i dialetti greci conosciuti, che le trasformano nelle sorde φ, χ, θ.
- Macedone δανός danós ('morte', dal PIE *dhenh2- 'lasciare'), cfr. greco comune θάνατος thánatos
- Macedone ἀβροῦτες abrûtes o ἀβροῦϝες abrûwes contro il greco comune ὀφρῦς ophrỳs per 'sopracciglia'
- Macedone Βερενίκη Bereníkē contro il greco comune Φερενίκη Phereníkē, 'che porta la vittoria'
- Macedone Βίλιππος Bilippos contro il greco comune Φίλιππος Philippos
- ἄδραια àdraia ('tempo sereno'), cfr. greco comune αἰθρία aithríā, dal PIE *aidh-
- βάσκιοι báskioi ('fasces'), dal PIE *bhasko
- Secondo Erodoto (Storie, 7.73; circa 440 a.C.), i Macedoni sostenevano che i Frigi si chiamassero Brygoi prima di emigrare dalla Tracia all'Asia Minore (all'incirca nel 1200 a.C.).
- μάγειρος mágheiros ('macellaio') era un prestito dal dorico in greco attico. Vittore Pisani ha suggerito un'origine macedone per la parola, che sarebbe quindi correlata con μάχαιρα mákhaira ('coltello', <PIE *magh-, 'combattere')

Lo stesso trattamento è conosciuto per altre lingue paleo-balcaniche, per esempio frigio bekos ('pane'), illirico bagaron ('caldo'), ma attico φώγω phṑgō ('arrostire'), tutte dal PIE *bheh3g-. Dal momento che tutte queste lingue sono note attraverso l'alfabeto greco, che non ha segni per le sonore aspirate, non è chiaro se ci sia stata veramente una de-aspirazione o se β, γ, δ siano state scelte solo come lettere che si avvicinavano di più per esprimere le sonore aspirate.
Se γοτάν gotán ('porco') è collegato a *gwou ('bestiame'), questo indicherebbe che le labiovelari o erano intatte oppure si erano fuse con le velari, diversamente dall'usuale trattamento greco (attico βοῦς bûs). Tali deviazioni, però, non sono sconosciute nei dialetti greci; cfr. dorico (spartano) γλεπ- glep- per il greco comune βλεπ- blep-, come anche il dorico γλάχων gláchōn e lo ionico γλήχων glḕchōn per il greco comune βλήχων blḕchōn (Albrecht von Blumenthal 1930:21).
Un certo numero di esempi suggeriscono che le sonore velari divengano sorde, specialmente all'inizio della parola: κάναδοι kánadoi, 'mascelle'  (<PIE *genu-); κόμβους kómbūs, 'molari' (<PIE *gombh-); all'interno delle parole: ἀρκόν arkón (attico ἀργός argós); il toponimo macedone Akesamenai, dal nome della Pieria Akesamenos (se Akesa- è collegato al greco agassomai, agamai, "stupire"; cfr. il nome tracio Agassamenos).
Negli Uccelli di Aristofane, si trova la forma κεβλήπυρις keblḕpyris ('uccello dal capo rosso'), che mostra una sonora alla macedone al posto di una sorda aspirata greca: κεβ(α)λή keb(a)lḕ contro κεφαλή kephalḕ ('testa').

## Classificazione
A causa della frammentarietà delle testimonianze, le interpretazioni storiche sulla natura del macedone restano molto divergenti fra loro e comprendono (Mallory/Adams, 1997, p. 361):
- un dialetto greco mescolato con l'illirico o il tracio, suggerito da Kretschmer (1896) e E. Schwyzer (1959)
- un dialetto greco influenzato dal sostrato non-indoeuropeo, tesi avanzata da M. Sakellariou (1983)
- un dialetto illirico misto al greco (ipotizzato da K. O. Müller (1825) e ripreso da G. Bonfante 1987)
- una lingua indoeuropea indipendente prossima al greco, al tracio e al frigio, idea sostenuta da I. I. Russu  (1938) e Antoine Meillet (1965)

La discussione è strettamente collegata con la ricostruzione della lingua proto-greca.

### Gruppo ellenico (greco-macedone)
Alcuni linguisti pensano che il macedone fosse una lingua strettamente correlata a tutti gli antichi dialetti greci, e non un dialetto greco puro e semplice. Se questo fosse giusto, allora macedone e greco sarebbero due sottorami di uno stesso gruppo indoeuropeo greco-macedone, talvolta chiamato anche gruppo «ellenico». Questa terminologia potrebbe generare equivoci, dato che il «ramo ellenico dell'indoeuropeo» è usato anche come sinonimo del ramo greco (che comprende tutti i dialetti greci, antichi e moderni) in una accezione più ristretta (Linguist List è tra i promotori di questa teoria).
Un certo numero di parole, soprattutto di quelle contenute nel Lessico di Esichio, sono state messe in discussione (infatti alcuni non le considerano vere parole macedoni) e alcune potrebbero essersi corrotte nel corso della tradizione manoscritta. Per esempio, abroûtes (ἀβροῦτες) potrebbe essere letta come *abrouwes (*αβρουϝες), con un tau (τ) al posto di digamma (ϝ). Se così fosse, questa parola sarebbe forse stata assimilabile in un dialetto greco; però altri (per esempio Antoine Meillet) considerano autentica la dentale e pensano che la parola appartenga a una lingua indoeuropea diversa dal greco.

### Dialetto del greco antico
Un'altra scuola di pensiero sostiene che il macedone fosse un dialetto greco. Sono numerosi quelli che sostengono tale idea e tra loro ci sono vecchi studiosi come Franz Heinrich Ludolf Ahrens (1843) e O. Hoffmann (1906). Un esponente recente di questa scuola è stato il professor Olivier Masson che in un articolo sull'antico macedone, nella terza edizione dell'Oxford Classical Dictionary (1996), avanzò l'idea che il macedone fosse affine ai dialetti greci nordoccidentali:
L'evidenza è aperta a diverse interpretazioni, e nessuna risposta definitiva è ancora possibile alla domanda se l'antico macedone fosse realmente un dialetto greco. È plausibile che il macedone non fosse un antico dialetto greco equivalente all'attico o allo ionico, da ciò la definizione talvolta usata per il macedone antico, di "dialetto greco deviante".

### Lingua paleo-balcanica indipendente
Alcuni linguisti ritengono che l'antico macedone non fosse solo una lingua separata, ma che appartenesse a un diverso ramo indoeuropeo piuttosto che a quello ellenico (o greco-macedone) e secondo loro non era particolarmente vicino al greco. Essi respingono le forti corrispondenze col greco trovate nel macedone e preferiscono trattarlo come una lingua indoeuropea dei Balcani, geograficamente collocato fra l'illirico ad ovest e il tracio ad est.
Alcuni ipotizzano che linguisticamente il macedone fosse situato tra l'illirico e il tracio, una sorta di lingua intermedia tra le due; ma questo presume che illirico e tracio fossero rami vicini. Un gruppo linguistico tracio-illirico, invece, non è più contemplato tra le ipotesi a causa della mancanza di prove.
Il repertorio lessicale dell'antico macedone rivela l'esistenza di alcune parole che non hanno alcun corrispondente in greco, ma che ne hanno in altre lingue indoeuropee. Ci sono anche alcune parole che non hanno corrispondenti in alcuna lingua indoeuropea, e che forse sono di origine pre-indoeuropea.

### Fonti classiche
Ci sono diversi riferimenti nelle fonti classiche che hanno portato gli studiosi a ritenere che per gli antichi greci i Macedoni fossero una tribù non ellenica, invece per altri studiosi i Macedoni erano una tribù ellenica. Tra i riferimenti che potrebbero indicare che il macedone fosse un dialetto greco, c'è il dialogo tra un ateniese e un macedone in un frammento sopravvissuto della commedia del V secolo a.C. I Macedoni del poeta ateniese Strattis, dove la parlata macedone è presentata come una forma di greco. Tale riferimento però non è di interpretazione univoca, poiché si deve ricordare la tendenza dei Greci a considerare un dialetto particolare del loro gruppo linguistico qualunque lingua che mostrasse forti tracce di affinità col greco stesso: un caso simile è quello del latino, che alcuni grammatici greci di età tardo-ellenistica ritenevano essere un dialetto greco affine all'eolico.

## Adozione del dialetto attico
All'aumentare dell'influenza del greco, i Macedoni iniziarono sempre più ad adottare il dialetto attico (nella forma della koinè) come loro lingua, e nei secoli, l'antico macedone cadde in disgrazia e fu relegato in aree remote dell'interno. Alla fine il greco attico lo soppiantò interamente e l'antico macedone si estinse nei primi secoli dopo Cristo. Non si sa esattamente quando sia scomparso e probabilmente è impossibile determinarlo, perché alla fine la lingua sarà stata parlata solo da poche persone.

## Glossario
- ἄβαγνα ábagna 'rosa' (Hes. attico ῥόδα; forse dorico ἀβός abós 'giovane, abbondante' + ἁγνός hag-nós 'puro, casto, immacolato')
- ἀβαρύ abarý 'origano' (Hes. ὀρίγανον oríganon, forse prefisso attico α a 'non' + βαρύ barý 'pesante')
- ἀβροῦτες o ἀβροῦϝες abrûtes o abrûwes 'sopracciglia' (Hes. attico ὀφρῦς ophrỳs acc. pl., ὀφρύες ophrỳes nom., PIE *bhru-)
- ἄγημα ághēma, 'avanguardia, guardie' (Hes. attico ἄγημα ághēma, PIE *ag-); cf. Polibio, Storie, 5.65.2
- ἀδῆ adḕ 'cielo sereno' o 'l'aria superiore' (Hes. οὐρανός ūranós 'cielo', LSJ e Pokorny attico αἰθήρ aithḕr 'etere, l'aria più alta, più pura', da cui 'cielo chiaro, firmamento')
- ἄδις ádis 'focolare' (Hes. ἐσχάρα eskhárā, LSJ Attico αἶθος àithos 'fuoco, calore bruciante')
- ἄδραια ádraia 'bel tempo, cielo sereno' (Hes. attico αἰθρία aithríā, PIE *aidh-)
- ἀκρουνοί akrūnòi 'pietre di confine' nom. pl. (Hes. ὅροι hóroi, LSJ attico ἄκρος ákros 'alla fine o estremità', da ἀκή àkē 'punta, lama', PIE *ak 'cima, punta' o 'acuto, affilato')
- ἀλίη alíē 'letame'
- ἄλιζα áliza (anche alixa) 'ontano' (Hes. attico λεύκη lèukē 'pioppo', per Pokorny attico ἐλάτη elátē 'peccio, abete', PIE *ol-, *el-)
- ἀμαλή amalḕ 'gentile' fem. (LSJ ἀμαλή, attico ἁμαλή, ἁπαλή hamalḕ, hapalē)